# 范瑞祥
范瑞祥（1965年6月—），男，中国运载火箭总体设计专家，中国航天科技集团有限公司第一研究院研究员，长征七号运载火箭总设计师，中国科学院院士。